# Dolan Springs
Dolan Springs és una concentració de població designada pel cens dels Estats Units a l'estat d'Arizona. Segons el cens del 2000 tenia 1.867 habitants.

## Demografia
Segons el cens del 2000, Dolan Springs tenia 1.867 habitants, 912 habitatges, i 528 famílies La densitat de població era de 25,2 habitants/km².
Dels 912 habitatges en un 13,2% hi vivien nens de menys de 18 anys, en un 48,2% hi vivien parelles casades, en un 4,6% dones solteres, i en un 42,1% no eren unitats familiars. En el 36,1% dels habitatges hi vivien persones soles el 21,5% de les quals corresponia a persones de 65 anys o més que vivien soles. El nombre mitjà de persones vivint en cada habitatge era de 2,05 i el nombre mitjà de persones que vivien en cada família era de 2,61.
Per edats la població es repartia de la següent manera: un 15% tenia menys de 18 anys, un 3,2% entre 18 i 24, un 15,8% entre 25 i 44, un 31,3% de 45 a 60 i un 34,7% 65 anys o més.
L'edat mediana era de 57 anys. Per cada 100 dones de 18 o més anys hi havia 104,5 homes.
La renda mediana per habitatge era de 17.305 $ i la renda mediana per família de 23.750 $. Els homes tenien una renda mediana de 27.500 $ mentre que les dones 18.365 $. La renda per capita de la població era de 12.430 $. Aproximadament el 17,6% de les famílies i el 24,5% de la població estaven per davall del llindar de pobresa.

## Poblacions més properes
El següent diagrama mostra les poblacions més properes.